# Wellington International 1999
Die Wellington International 1999 im Badminton fanden Mitte September 1999 statt.

## Sieger und Platzierte
| Disziplin    | Gold                          | Silber                        | Bronze                          |
| ------------ | ----------------------------- | ----------------------------- | ------------------------------- |
| Herreneinzel | Sachin Ratti                  | Rio Suryana                   | Abhinn Shyam Gupta              |
| Herreneinzel | Sachin Ratti                  | Rio Suryana                   | Geoffrey Bellingham             |
| Dameneinzel  | Rhona Robertson               | Manjusha Kanwar               | Nicole Gordon                   |
| Dameneinzel  | Rhona Robertson               | Manjusha Kanwar               | B. R. Meenakshi                 |
| Herrendoppel | David Bamford Peter Blackburn | Ma Che Kong Yau Tsz Yuk       | Liu Kwok Wa Tam Kai Chuen       |
| Herrendoppel | David Bamford Peter Blackburn | Ma Che Kong Yau Tsz Yuk       | Geoffrey Bellingham Chris Blair |
| Damendoppel  | Tammy Jenkins Rhona Robertson | Rayoni Head Kate Wilson-Smith | Rhonda Cator Amanda Hardy       |
| Damendoppel  | Tammy Jenkins Rhona Robertson | Rayoni Head Kate Wilson-Smith | Rebecca Gordon Lianne Shirley   |
| Mixed        | Daniel Shirley Tammy Jenkins  | Peter Blackburn Rhonda Cator  | Dean Galt Lianne Shirley        |
| Mixed        | Daniel Shirley Tammy Jenkins  | Peter Blackburn Rhonda Cator  | David Bamford Amanda Hardy      |